# Gigtåg
Gigtåg är rep med vilket skothornen på ett råsegel halas upp under rån eller aktre liket på ett gaffelsegel halas intill mast eller gaffel.